# کوئینسی (ایلینوی)
کوئینسی، ایلینوی (به انگلیسی: Quincy, Illinois) یک شهر در ایالات متحده آمریکا با جمعیت ۴۰٬۷۹۸ نفر است که در ایلی‌نوی واقع شده‌است.

## موقعیت جغرافیایی
موقعیت جغرافیایی شهرها و مناطق اطراف به شرح زیر است: